# Video-opnamekaart
Een videobewerkingskaart is een insteekkaart voor de computer waarmee het mogelijk is om televisiebeelden te ontvangen, video-opnames te maken, te bewerken en/of weer te geven.

## Video-opname
Video-opnamekaarten behoren tot het type insteekkaarten die ontwikkeld zijn voor het plaatsen in de uitbreidingssleuven van pc's en servers. Er zijn van vele fabrikanten modellen beschikbaar die allemaal voldoen aan de populaire busstandaarden zoals, PCI, AGP of de nieuwere PCI-Express (PCIe). De zogenaamde 'High Definition' kaarten zijn exclusief voor PCIe, terwijl de 'Standard Definition' voor alle drie busstandaarden beschikbaar zijn.
Kenmerkend voor deze kaarten is dat ze één of meer softwaredrivers meeleveren om de features van de kaart, via diverse besturingssystemen, door te geven aan de softwarepakketten, die de videobeelden verder verwerken voor verschillende
toepassingen. Deze categorie kaarten wordt gebruikt voor de opname van baseband analoog composiet video, S-Video, en RF gemoduleerd video (bij modellen met tuners). Sommige gespecialiseerde kaarten ondersteunen digitale video via digitale video overdrachtsstandaarden, waaronder SDI (Serial Digital Interface) en, meer recent, de opkomende HDMI standaard. Deze digitale modellen ondersteunen vaak zowel de Standard Definition (SD), alsmede de High Definition (HD)varianten.
Terwijl de meeste PCI en PCI-Express opnamekaarten voor dat doel ontwikkeld zijn, worden AGP opnamekaarten meestal meegeleverd met de op het bord bewerkte graphics, als een all-in pakket. In tegenstelling tot videobewerkingskaarten, hebben deze kaarten meestal geen toegepaste hardware voor de bewerking van video, behalve de analoog/digitaal-conversie. De meeste, maar niet alle, video-opnamekaarten ondersteunen een of meer audiokanalen.
Er zijn veel softwarepakketten voor video-opnamekaarten voor onder andere het converteren van een live analoge bron in een soort analoge of digitale media (zoals VHS tape naar DVD), archivering, videobewerking, voorgeprogrammeerde opname (zoals PVR), televisieafstelling of videobewaking. De kaarten kunnen substantieel verschillende ontwerpen hebben voor een optimale ondersteuning van deze functies.
Eén van de meest populaire applicaties voor video-opnamekaarten is het opnemen van video en audio voor live Internet video streaming. De live stream kan tegelijkertijd worden opgeslagen en geformatteerd voor video on demand (VOD). De opnamekaarten die hiervoor worden gebruikt worden meestal gekocht, geïnstalleerd en geconfigureerd in host pc's door hobbyisten of systeembeheerders. Enige zorgvuldigheid is noodzakelijk bij het kiezen van geschikte host systemen voor de codering van video, vooral bij HD applicaties die meer beïnvloed worden door de CPU prestaties, aantal CPU cores, en bepaalde moederbord karakteristieken die de opnameprestaties sterk beïnvloeden.
Er zijn ook systeemniveau producten en plugins voor deze applicaties beschikbaar; deze worden meestal Video Encoders of Media Encoders genoemd en leveren aanvullende en relevante software.

## Videobewerking
Zodra een opnamebron digitaal gecodeerd en opgeslagen is in de computer, kan het worden bewerkt met verscheidene software pakketten die voor het gebruikte besturingssysteem beschikbaar zijn. Sommige opnamekaarten zijn hier echter speciaal voor ontwikkeld. Deze kaarten hebben vaak speciaal toegewijde hardware voor het uitvoeren van de rendering van videostreams (in plaats van de CPU). Sommige van deze kaarten bieden zelfs realtime videobewerking of een gespecialiseerde beeldschermverbinding die alleen de bewerkte video weergeeft zoals die op een TV zou verschijnen (soms wordt hiervoor een echt televisietoestel gebruikt).
Videobewerkingskaarten ondersteunen ook het dubben van geluid bij videoclips, toevoegen van nieuwe geluiden, synchroniseren van geluid met videoclip (bijvoorbeeld lipbewegingen worden perfect aangepast aan de dialogen), en andere postproductie taken zoals titelgeneratie.

## Externe opnamekaart
Hoewel de externe kaarten buiten de pc-kast blijven, is hun functionaliteit in de meeste gevallen grotendeels identiek. In plaats van een PCI- of AGP-interface gebruikt een extern apparaat een USB-, FireWire- of PC Card-interface voor de koppeling aan de computer. Deze kaarten worden vaker gebruikt voor mobiele computers of laptops vanwege hun compactheid en/of verplaatsbaarheid.
Sommige (met name Sony) MiniDV- en Digital8-camcorders hebben een analoge invoer die gecodeerd kan worden naar DV digitale video en simultaan uitgevoerd via FireWire naar de computer - ook deze apparaten kunnen als video-opnameapparaten beschouwd worden.

## Enkele fabrikanten
- Matrox
- Pinnacle Systems
- Canopus Corporation
- ATI
- Turtle Beach
- Hauppauge Computer Works
- Plextor
- Compro Technology
- Darim Vision
- Ituner
- ViewCast